# Kristina Abrahamsdotter
Kristina Abrahamsdotter var en svensk drottning, först frilla och senare tredje hustru till den svenske kungen Karl Knutsson (Bonde). 

## Biografi
En gissning är att Kristina var dotter till den finländske adelsmannen och ståthållaren på Raseborg Abraham Pedersson och att Karl mötte henne under sin andra exil i Finland 1457. Då Karl återvände till Sverige och besteg tronen för andra gången år 1464 följde Kristina med. De fick sonen Karl Karlsson ca 1465. 
År 1470 gifte sig Karl med henne och hon blev därmed drottning. Äktenskapet skedde trots att riksrådet motsatte sig det. Hon var förutom Karin Månsdotter den enda svenska frillan till en kung som också blivit drottning. Datumet för vigseln är okänt, men det skedde någon gång under våren 1470, några veckor före Karls död 15 maj. Bröllopet var inte hemligt utan ska ha skett i Stockholm med 50 bröllopsgäster. 
I samband med bröllopet blev Kristinas son Karl Karlsson erkänd och legitimerad som sin fars arvinge. Både sonen och Kristina själv inkluderades i ett nytt testamente som kungen skrev strax efter bröllopet. Detta skedde till nackdel för kungens svärsöner, och kungen gav sin systerson Sten Sture i uppdrag att tillvarata Kristinas och sonens rättigheter efter hans död: "hjälpa och försvara dem och deras tillrätta, som han ock fulleliga lovat haver sig gärna vilja göra". Därför utsågs Sture till rikshövitsman med rätt att styra riket till sonen Karl blev myndig och kunde väljas till kung, i stället för svärsonen Ivar, som tidigare hade fått denna post. 
Kung Karls giftermål med Kristina var kontroversiellt eftersom det bröt mot seden med äktenskap inom samhällsklasserna. På 1490-talet författade biskop Henrik Tidemansson av Linköping en dikt för att beskriva äktenskapet: "Konung Karl vart enkil och led stort had/at han giffte sig mot Rikesins raad/Huar stadge haffwe sedelis kläde/oc ey osid vor herra hääde"
Kristina var drottning i några veckor tills hon den 15 maj 1470 blev änka. Sten Sture kullkastade då testamentet, tog själv hela makten och gav merparten av den förre kungens egendom till hans svärsöner. År 1488 gjorde hennes son framgångsrikt anspråk på en del av sin fars egendom med hjälp av Sten Sture.

## Barn
- Karl Karlsson (Bonde)